# Ride wit Us or Collide wit Us
Ride wit Us or Collide wit Us è l'album di debutto degli Outlawz, pubblicato il 7 novembre 2000.

## Tracce
1. Intro
2. Outlaw 2000
3. Life Is What You Make It
4. Black Rain
5. Hang On
6. Soldier to a General
7. When I Go
8. Who?
9. Nyquil Theory
10. Fuck with Me
11. Get Paid
12. Good Bye
13. Mask Down (feat. H-Ryda)
14. Nobody Cares
15. Geronimo Ji Jaga
16. Maintain
17. Smash
18. Jersey Mob
19. Murder Made Easy